# Liste de bibliothèques détruites

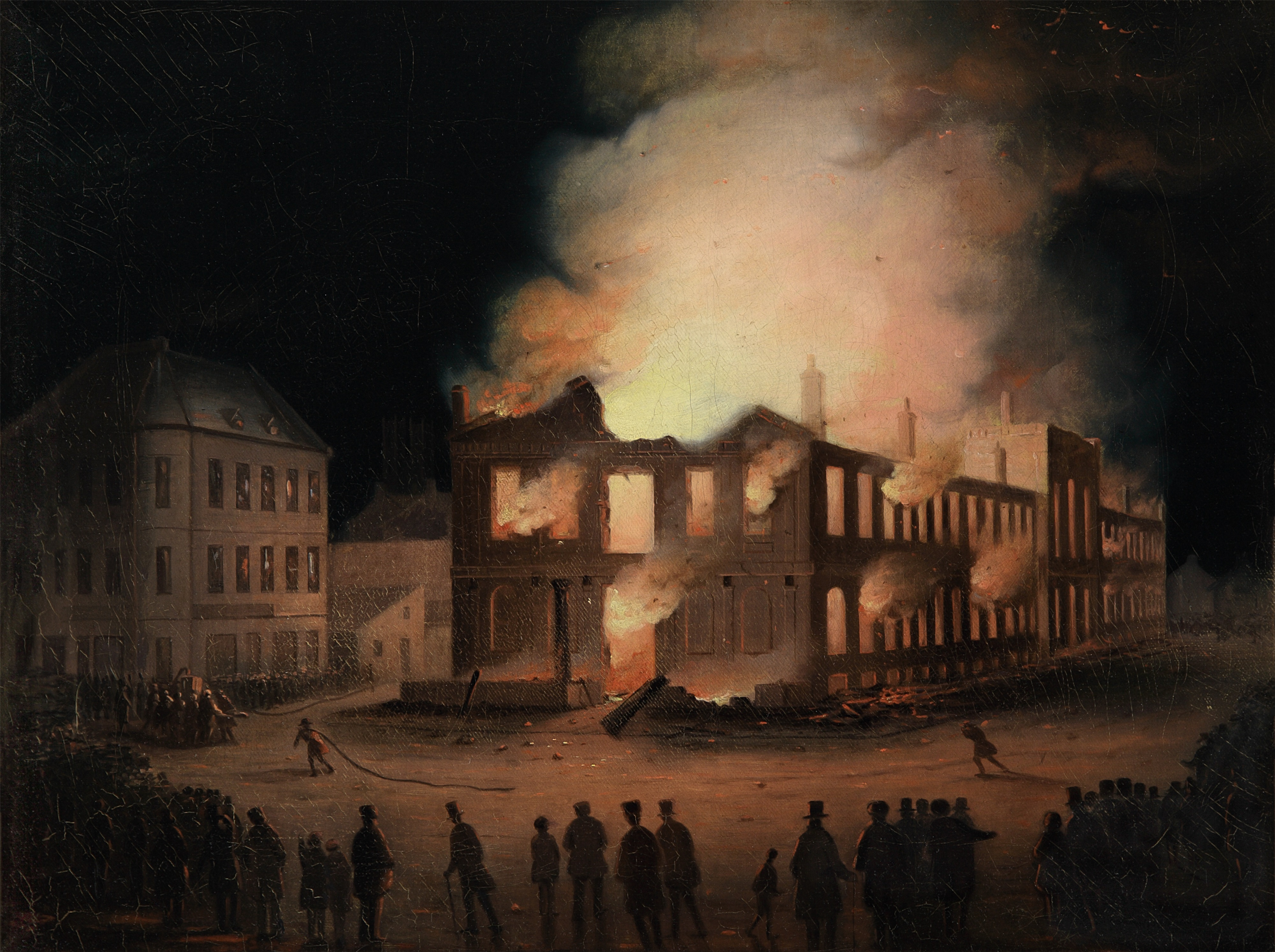
L'incendie de l'hôtel du Parlement à Montréal en 1849 constitue l'une des trois destructions par le feu de la bibliothèque de l'Assemblée nationale du Québec. Les deux autres se sont produites en 1854 et 1883.

Voici une liste de bibliothèques détruites ou fortement endommagées par des cataclysmes naturels ou par l'homme, de manière accidentelle ou délibérée, parfois dans le cadre d'un génocide culturel.

## Par l'homme
| Image | Nom | Ville                             | Pays                 | Date de destruction        | Responsable | Raison/Description |
| ----- | --- | --------------------------------- | -------------------- | -------------------------- | --- | --- |
|       | Palais Xianyang (en) et les archives d'État | Xianyang                          | Dynastie Qin         | 206 av. J.-C.              | Xiang Yu | Xiang Yu, menant une rébellion contre l'empereur Qin Er Shi, mène ses troupes dans Xianyang en 206 av. J.-C.. Il ordonne que l'on brûle le palais (Qin Shi Huang a ordonné l'incendie des livres et enterrement des lettrés plus tôt.) |
|       | Bibliothèque d'Alexandrie | Alexandrie                        | Égypte antique       | Contesté                   | Contesté | Contesté,, voir destruction de la bibliothèque d'Alexandrie. |
|       | Bibliothèque d'Antioche (en) | Antioche                          | Histoire de la Syrie | 364 apr. J.-C.             | Empereur Jovien | La bibliothèque a été brûlée par l'empereur Jovien. Elle avait été particulièrement fournie par son prédécesseur non chrétien Julien. |
|       | Bibliothèque du Serapeum | Alexandrie                        | Égypte antique       | 392 apr. J.-C.             | Théophile d'Alexandrie | La bibliothèque a été pillée et brûlée sous l'ordre de Théophile d'Alexandrie, qui agissait au nom de Théodose Ier. |
|       | Bibliothèque de Ctésiphon | Ctésiphon, Khvârvarân             | Histoire de l'Iran   | 651 apr. J.-C.             | Envahisseurs arabes | Les livres ont été jetés dans l'Euphrate sous l'ordre d'Omar ibn al-Khattâb[réf. souhaitée]. |
|       | Bibliothèque de al-Hakam II | Córdoba                           | Al-Andalus           | 976 apr. J.-C.             | Almanzor & érudits religieux | Tous les livres de « science ancienne » ont été détruits lors d'un mouvement ultra-orthodoxe. |
|       | Bibliothèque de Ray | Ray                               | Perse                | 1029 apr. J.-C.            | Sultan Mahmoud de Ghaznî | La bibliothèque et tous les livres ont été brûlés car déclarés hérétiques. |
|       | Bibliothèque de Ghazni | Ghazna                            | Ghurid empire        | 1151 apr. J.-C.            | 'Ala Ad-Din Husain | L'endroit a été saccagé et brûlé pendant sept jours. Les bibliothèques et palais construits par les Ghaznévides ont été détruits. |
|       | Bibliothèque de Nichapour | Nichapour                         |                      | 1154 apr. J.-C.            | Oghouzes | La ville a été en partie détruite, les bibliothèques pillées et brûlées. |
|       | Nâlandâ | Nâlandâ                           | Inde                 | 1193 apr. J.-C.            | Muhammad Khilji | Le complexe universitaire de Nâlandâ, qui est le plus grand centre de savoir bouddhiste de l'époque, est saccagé par les envahisseurs turcs musulmans menés par Bakhtiyar Khilji. Cet événement est considéré comme marquant dans le déclin de l'histoire du bouddhisme en Inde. |
|       | Bibliothèque impériale de Constantinople | Constantinople                    | Empire byzantin      | 1204 apr. J.-C.            | Les Croisés | En 1204, la bibliothèque devient la cible des chevaliers de la quatrième croisade. Elle est détruite et son contenu est brûlé ou vendu. La plus grande partie qui a été sauvée a été intégrée à la bibliothèque du sultan ottoman après que les forces musulmanes de Mehmed II aient conquis Constantinople, à la fin du siège de 1453. |
|       | Maison de la sagesse | Bagdad                            | Irak                 | 1258 apr. J.-C.            | Envahisseurs mongols | Détruite lors de la bataille de Baghdad. |
|       | Mexique | Empire aztèque                    | Itzcoatl             | 1427 -1440 apr.J.C.        | Durant son règne (1427-1440) Itzcoatl a fait détruire par le feu quasiment tous les codex alors existants, en prétextant que ce n'était pas bon pour le peuple. Et effacer toute trace de l'histoire non \| officielle des mexicas. | |
|       | bibliothèque de Madrasah | Grenade (Espagne)                 | Couronne de Castille | 1499 apr. J.-C.            | Troupes dirigées par Francisco Jiménez de Cisneros | La bibliothèque est attaquée par des troupes du cardinal Cisneros. Les livres (80 000 manuscrits arabes) sont apportés à la Plaza de Bib-Rambla (es), où ils ont été brûlés en public. |
|       | Bibliotheca Corviniana | Buda                              | Empire ottoman       | 1526 apr. J.-C.            | Troupes de l'empire Ottoman | Bibliothèque détruite par les Ottomans. |
|       | Glasney College (en) | Penryn (Cornouailles)             | Angleterre           | 1548 apr. J.-C.            | Officiers royaux | |
|       | Codex maya of the Yucatán | Yucatán                           | Mexique et Guatemala | 12 juillet 1562            | Diego de Landa | Évêque De Landa, un moine franciscain et conquistador lors de la conquête espagnole du Yucatan, écrit : « Nous avons trouvé un grand nombre de livres [...] et nous les avons brûlés, ce qui les [les Mayas] a fait beaucoup souffrir. » |
|       | Bibliothèque Raglan (en) | Château de Raglan                 | Wales                | 1646 apr. J.-C.            | New Model Army | La bibliothèque du comte de Worcester est brûlée lors de la Première Révolution anglaise par des troupes dirigées par Thomas Fairfax. |
|       | Bibliothèque du Congrès | Washington (district de Columbia) | United States        | 1814 apr. J.-C.            | Troupes de l'armée britannique | La bibliothèque est détruite lors de la guerre anglo-américaine de 1812 lorsque les forces britanniques mettent le feu au Capitole des États-Unis lors de l'incendie de Washington. |
|       | Incendie de l'hôtel du Parlement à Montréal | Montréal                          | Canada               | 1849 apr. J.-C.            | Anti-unionistes | |
|       | Université de l'Alabama | Tuscaloosa (Alabama)              | États-Unis           | 4 mai 1865 apr. J.-C.      | Troupes de l'Union | Lors de la guerre de Sécession, les troupes de l'Union détruisent la plupart des bâtiments du campus de l'université de l'Alabama, dont la bibliothèque comprenant environ 7 000 livres. |
|       | Bibliothèque Impériale | Paris                             | France               | 24 mai 1871 apr. J.-C.     | Insurgés de la Commune de Paris | Le bâtiment de la Bibliothèque impériale faisait partie de l’ensemble du Louvre. Elle contenait un fond d’études initialement constitué en 1798 à l’usage du Conseil d’État, et successivement enrichi par les souverains successifs. Dès Napoléon Ier, l’habitude a été prise d’y déposer les présents bibliophiliques faits par les chefs d’État étrangers. Les 100 000 volumes de la Bibliothèque sont perdus, parmi lesquels le manuscrit de La Botanique de Jean-Jacques Rousseau, les planches aquarelle des « Oiseaux d’Amérique » d’Audubon, les dessins de Claude Perrault pour le château de Versailles , ou la collection de reliures décorées de Motteley . Cette destruction a fait l'objet d'un poème de Victor Hugo dans L'Année Terrible, en 1872 . |
|       | Bibliothèque royale des rois de Burma | Mandalay Palace                   | Birmanie             | 1885 - 1887 apr. J.-C.     | Troupes de l'armée britannique | Les Britanniques pillent le palais à la fin de la troisième guerre anglo-birmane et brûlent la bibliothèque royale. Certains artefacts sont présentés au Victoria and Albert Museum de Londres. |
|       | Bibliothèque de l'académie Hanlin | Académie Hanlin                   | Chine                | 23 et 24 juin 1900         | Contesté. Possiblement les Kansu Braves (en), ou les forces de défense internationales. | |
|       | Bibliothèque de l'université catholique de Louvain | Louvain                           | Belgique             | 25 août 1914               | Troupes d'occupation allemandes | La ville est brûlée par les Allemands afin de dissuader les Belges de s'opposer à l'occupation,. |
|       | Archives nationales d'Irlande | Dublin                            | Irlande              | 1922 apr. J.-C.            | Contesté. Possiblement de manière délibérée par l'armée républicaine irlandaise ou par un incendie accidentel causé par l'entreposage d'explosifs par les forces du gouvernement provisoire (en)                                    | Les Four Courts étaient occupées par l'armée républicaine irlandaise au début de la Guerre civile irlandaise. L'édifice a été bombardé par les forces de l'État libre d'Irlande dirigées par Michael Collins. |
|       | Institut für Sexualwissenschaft | Berlin                            | Troisième Reich      | Mai 1933                   | Membres de l'Association des étudiants allemands (de) | Le 6 mai 1933, l'Association des étudiants allemands attaque l'institut. Quelques jours plus tard, la bibliothèque et les archives sont vidées et brûlées dans les rues de la Opernplatz. |
|       | Université nationale de Tsing Hua (en), Université de Nankai, Institut de technologie de He-pei, Faculté de médecine de He-pei, Faculté agricole de He-pei, Université Ta Hsia, Université Kuang Hua, Université nationale du Hunan (en) |                                   | Chine                | 1937 – 1945 apr. J.-C.     | Troupes japonaises | Lors de la Seconde Guerre mondiale, les forces militaires japonaises détruisent plusieurs bibliothèques chinoises et des centaines de milliers d'ouvrages. |
|       | Bibliothèque de l'université catholique de Louvain | Louvain                           | Belgique             | Mai 1940                   | Troupes allemandes | Incendie lors de l'invasion allemande |
|       | Bibliothèque nationale de Serbie | Belgrade                          | Yugoslavia           | 1941-04-06 apr. J.-C.      | Troisième Reich Luftwaffe (1935-1945) | Détruite par le bombardement de Belgrade, lors de la Seconde Guerre mondiale. |
|       | Bibliothèque nationale saints Cyrille et Méthode | Sofia                             | Bulgarie             | 1943-1944 apr. J.-C.       | Bombardement allié | |
|       | Bibliothèque Załuski | Varsovie                          | Pologne              | 1944 apr. J.-C.            | Troupes du Troisième Reich | La bibliothèque est brûlée lors de la répression de l'insurrection de Varsovie par les Nazis en 1944. |
|       | Bibliothèque de Caen | Caen                              | France               | 7 juin 1944 apr. J.-C.     | Alliés de la Seconde Guerre mondiale | La bibliothèque est détruite, comme le reste de l'ancien séminaire des Eudistes qui l'abritait, pendant la bataille de Caen (opération Perch). |
|       | Bibliothèque universitaire de Caen | Caen                              | France               | 7 juillet 1944 apr. J.-C.  | Alliés de la Seconde Guerre mondiale | La bibliothèque est détruite, comme le reste du palais des facultés de Caen, pendant la bataille de Caen (opération Charnwood). |
|       | Bibliothèque universitaire d'Alger | Alger                             | Algérie              | 7 Juin 1962                | Organisation de l'armée secrète | Un mois avant la proclamation de l'Indépendance nationale, trois bombes au phosphore, placées par des terroristes français dans le bâtiment abritant la Bibliothèque de la faculté d'Alger, explosent vers 12H40, provoquant un incendie qui est venu à bout d'un fonds documentaire de 400.000 ouvrages sur un total de 600.000 livres et manuscrits inestimables. |
|       | Bibliothèque nationale du Liban | Beyrouth                          | Liban                | 1975 apr. J.-C.            | Guerre du Liban | Les combats de 1975 débutent au centre-ville, où la bibliothèque est située. Au cours des années de guerre, la bibliothèque est fortement endommagée. |
|       | Bibliothèque nationale du Cambodge | Phnom Penh                        | Cambodge             | 1976 – 1979 apr. J.-C.     | Les Khmers rouges | La plupart des livres et des archives bibliographiques sont détruits. Environ 20 % du matériel est préservé. |
|       | Bibliothèque de Jaffna | Jaffna                            | Sri Lanka            | Mai 1981 apr. J.-C.        | Policiers en civil et autres | En mai 1981, des émeutes mènent à l'incendie de la bibliothèque de Jaffna. Au moins 95 000 livres sont détruits. |
|       | Bibliothèque Sikh (en) | Amritsar                          | Pendjab (Inde)       | 7 juin 1984 apr. J.-C.     | Troupes sous les ordres d'Indira Gandhi | La bibliothèque était un recueil de livres et de manuscrits rares sur la religion, l'histoire et la culture sikh. La destruction a possiblement été occasionnée par la tentative infructueuse d'y retrouver des documents compromettants pour l'administration d'Indira Gandhi, |
|       | Bibliothèque centrale universitaire de Bucarest (en) | Bucarest                          | Roumanie             | Décembre 1989 apr. J.-C.   | Forces terrestres roumaines | Incendie lors de la révolution roumaine de 1989,. |
|       | Institut oriental de Sarajevo (en) | Sarajevo                          | Bosnie-Herzégovine   | 17 mai 1992 apr. J.-C.     | Armée de la république serbe de Bosnie | Détruite par un bombardement lors du siège de Sarajevo,. |
|       | Bibliothèque nationale et universitaire de Bosnie-Herzégovine | Sarajevo                          | Bosnie-Herzégovine   | 25 août 1992 apr. J.-C.    | Armée de la république serbe de Bosnie | Complètement détruite lors du siège de Sarajevo. |
|       | Abkhazian Research Institute of History, Language and Literature & Bibliothèque nationale d'Abkhazie (ru) | Soukhoumi                         | Abkhazie             | Octobre 1992 apr. J.-C.    | Forces armées géorgiennes | Détruites lors de la guerre d'Abkhazie. |
|       | Bibliothèque publique Pol-i-Khomri | Pol-e Khomri                      | Afghanistan          | 1998 apr. J.-C.            | Milice talibane | Possédait 55 000 livres et vieux manuscrits. |
|       | Bibliothèque nationale d'Irak, Bibliothèque Al-Awqaf (en), Bibliothèque centrale de l'université de Baghdad, Bibliothèque de Bayt al-Hikma, Bibliothèque centrale de l'université de Mossoul et autres                                   | Bagdad                            | Irak                 | Avril 2003 apr. J.-C.      | Population de Bagdad | Plusieurs bibliothèques pillées, brûlées, endommagées et détruites à différents degrés lors de l'opération liberté irakienne,. |
|       | Institut d'Égypte | Le Caire                          | Égypte               | Décembre 2011 apr. J.-C.   | | Une première estimation évalue que 30 000 des 200 000 livres ont été sauvés. |
|       | Institut des hautes études et des recherches islamiques Ahmed Baba (bibliothèque Timbuktu) | Tombouctou                        | Mali                 | 28 janvier 2013 apr. J.-C. | Milice islamiste | La bibliothèque a été complètement brûlée. Elle contenait environ 20 000 manuscrits dont une fraction seulement avait été numérisée,. |
|       | Bibliothèques de Pêches et Océans Canada |                                   | Canada               | 2013 apr. J.-C.            | Gouvernement du Canada, administration de Stephen Harper | Un programme de numérisation visait à réduire les 9 bibliothèques initiales à 7. Les documents ont été jetés alors qu'environ 5–6 % du matériel avait été numérisé. Cependant, les sources divergent sur les détails,. |
|       | Bibliothèque Saeh (en) | Tripoli (Liban)                   | Liban                | 3 janvier 2014 apr. J.-C.  | Inconnu | La bibliothèque chrétienne est incendiée. Elle contenait 80 000 manuscrits et volumes,. |
|       | Archives nationales de Bosnie-Herzégovine | Sarajevo                          | Bosnie-Herzégovine   | 7 février 2014 apr. J.-C.  | Sept émeutiers bosniaques (suspects),. | Lors des émeutes de 2014 en Bosnie-Herzégovine (en), plusieurs documents historiques ont été détruits lorsque des sections des archives, situées dans le bâtiment présidentiel, ont été incendiées. Parmi les pertes, on compte des documents et cadeaux de l'ère ottomane, des documents originaux de la période 1878-1918 du Condominium de Bosnie-Herzégovine, ainsi que des documents de l'entre-deux-guerres, de l'administration de 1941-1945 de l'État indépendant de Croatie et des années suivantes, et environ 15 000 fichiers de la période 1996-2003 de la chambre des droits de l'homme en Bosnie-Herzégovine (en),. |
|       | Bibliothèques de l'université de Mossoul et d'autres bibliothèques privées | Mossoul                           | Irak                 | Décembre 2014 apr. J.-C.   | Premiers membres de l'État islamique | . |
|       | Bibliothèques de la province Anbar | Al-Anbar                          | Irak                 | Décembre 2014 apr. J.-C.   | Premiers membres de l'État islamique | Incendie de livres. |
|       | Institut d'information scientifique sur les sciences sociales (INION) (en) | Moscou                            | Russie               | 29 janvier 2015 apr. J.-C. | Inconnu | Un incendie se propage sur les 2 000 mètres carrés du troisième étage. L'étendue des dommages est inconnue. Le bâtiment contient environ 14 millions de livres. |
|       | Bibliothèque publique de Mossoul (bibliothèque publique centrale de Ninawa) | Mossoul                           | Irak                 | Février 2015 apr. J.-C.    | État islamique | Destruction d'environ 8 000 vieux et rares livres et manuscrits. |

## Par une catastrophe naturelle
| Image | Nom | Ville    | Pays                                                      | Destruction                      | Cause/Description                                                            |
| ----- | --- | -------- | --------------------------------------------------------- | -------------------------------- | ---------------------------------------------------------------------------- |
|       | Bibliothèque royale du Portugal, palais Ribeira (en)                                                            | Lisbonne | Portugal                                                  | 1er novembre 1755                | Séisme de 1755 à Lisbonne                                                    |
|       | Bibliothèque Max Müller (en), Bibliothèque Nishimura (en) et Bibliothèque Hoshino (en) de l'université de Tokyo |          | Japon                                                     | Septembre 1923                   | Incendies causés par le séisme de Kantō de 1923.                             |
|       | Bibliothèque nationale Rubén Darío du Nicaragua (en)                                                            |          | Nicaragua                                                 | 1931 apr. J.-C., 1972 apr. J.-C. | Endommagée par un séisme en 1931 et en 1972, elle a été par la suite pillée. |
|       | Plusieurs bibliothèques, archives et musées[réf. souhaitée]                                                     |          | Inde, Indonésie, Malaisie, Maldives, Thaïlande, Sri Lanka | décembre 2004 apr. J.-C.         | Le séisme et tsunami de 2004 dans l'océan Indien.                            |

## Par le feu

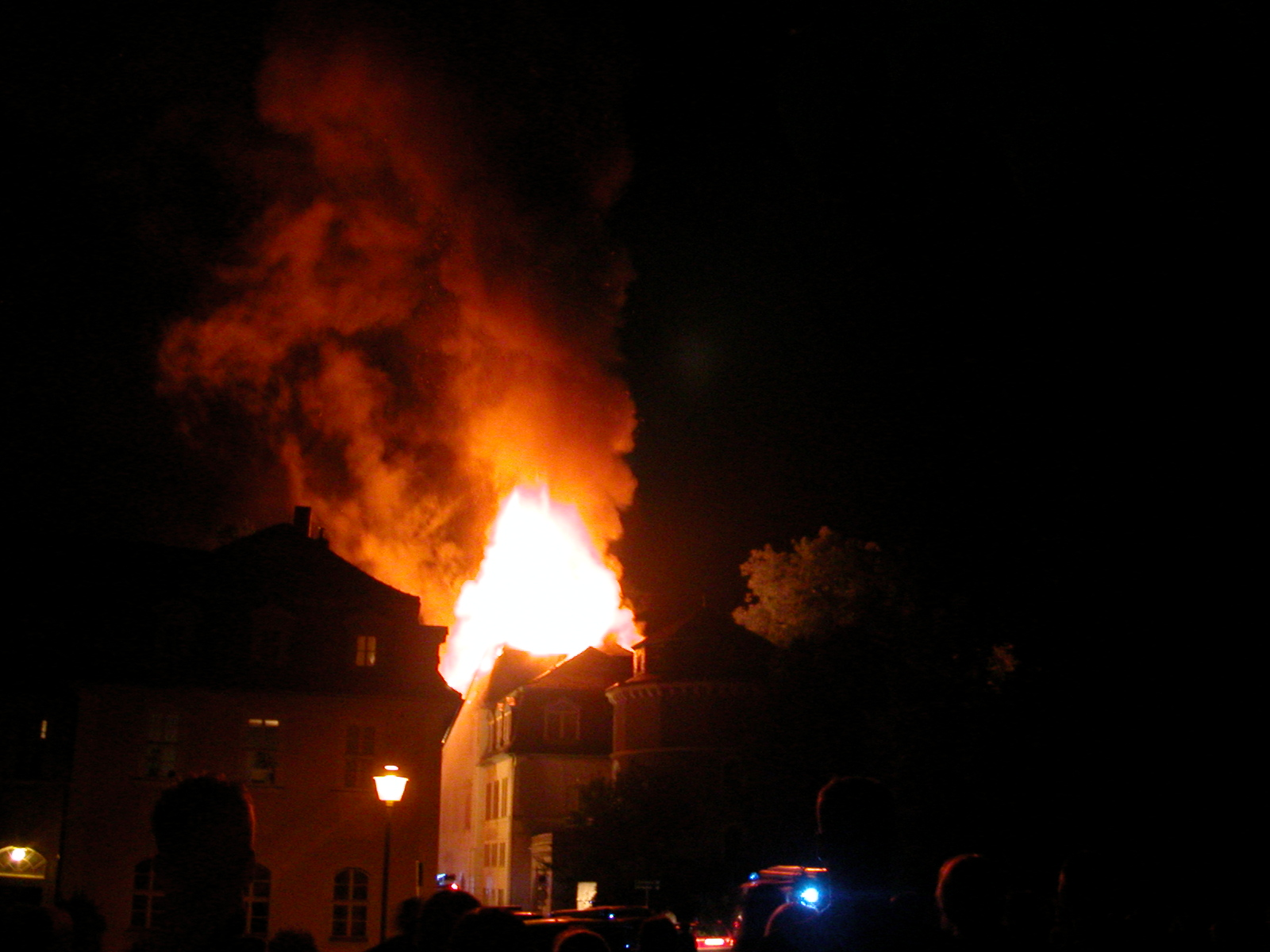
Incendie de la bibliothèque de la duchesse Anna Amalia.

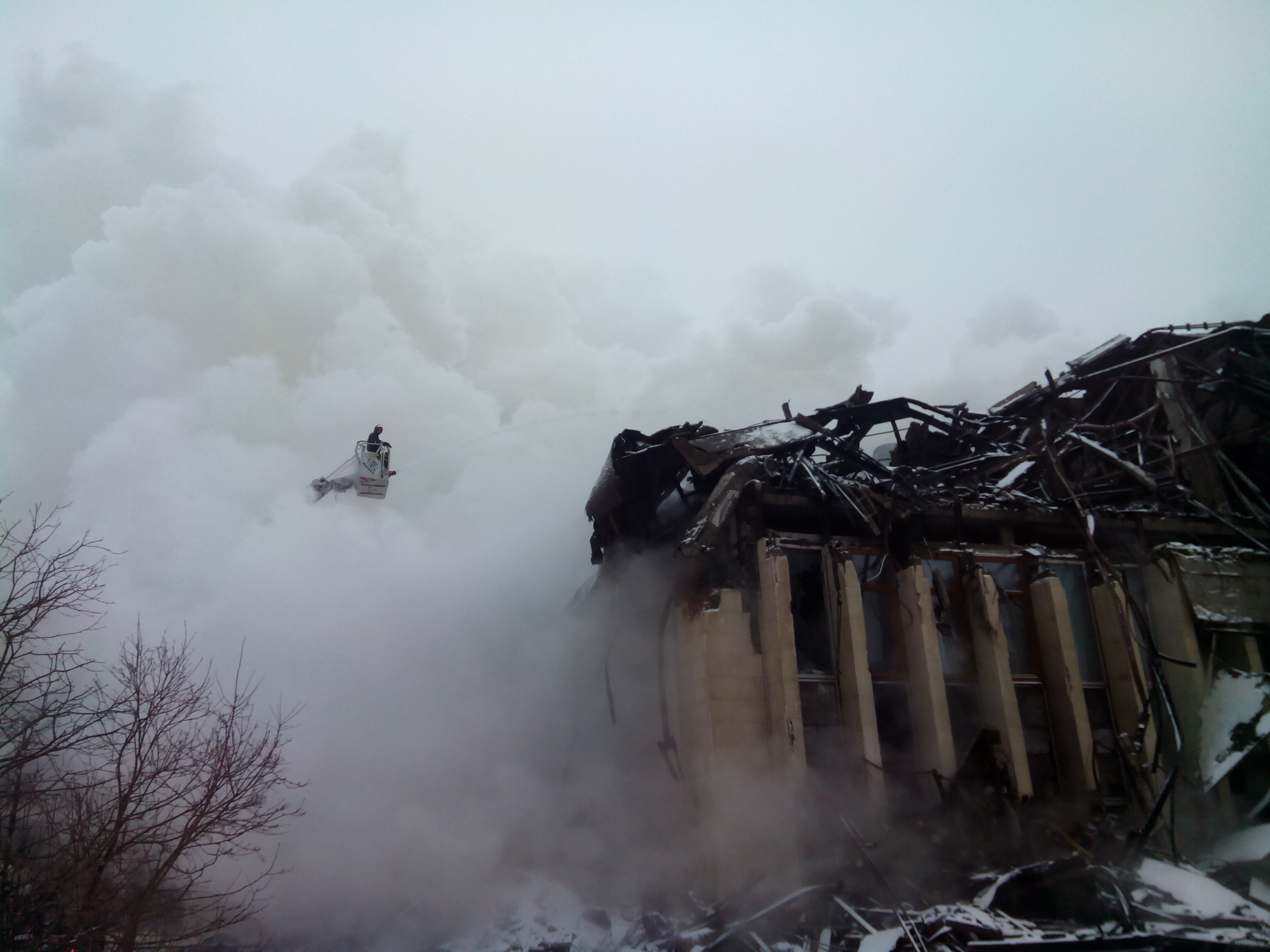
Incendie de l'Institut d'information scientifique sur les sciences sociales (INION)

- Bibliothèque de l'université de Copenhague (Copenhague) – octobre 1728
- Bibliothèque Cotton (Huntingdon) – 23 octobre 1731
- Bibliothèque du Congrès (Washington) – 25 août 1814
- Bibliothèque de l'Assemblée nationale du Québec - (Montréal, 1849, Québec, 1854 et Québec, 1883).
- Bibliothèque de Birmingham Central (Birmingham, Angleterre) – 1879
- Bibliothèque de l'université de Virginie (Charlottesville) – 27 octobre 1895
- Bibliothèque de l'État de New York (Albany (New York)) – 29 mars 1911
- Jewish Theological Seminary library (en) (New York) – 18 avril 1966
- Charles A. Halbert Public Library (en) – 1982[63]
- bibliothèque de droit, Université Dalhousie (Halifax) – août 1985
- Los Angeles Central Library (en) (Los Angeles, Californie) – 29 avril et 3 septembre 1986
- Academy of Sciences Library (Saint-Pétersbourg, URSS) – 14 avril 1988
- Bibliothèque centrale de l'université Lumière-Lyon-II (quai Claude-Bernard, Lyon) – Nuit du 11 au 12 juin 1999
- Bibliothèque nationale d'Irak (Bagdad, Irak) – 15 avril 2003
- Bibliothèque de la duchesse Anna Amalia (Weimar, Allemagne) – 2 septembre 2004
- Glasgow School of Art, bibliothèque Rennie Mackintosh (Glasgow, Écosse) - 23 mai 2014
- Institut d'information scientifique sur les sciences sociales (INION) (en) (Moscou, Russie) - 31 janvier 2015